# Joseph Laniel
Pour les articles homonymes, voir Laniel.
Joseph Laniel, né le 12 octobre 1889 à Vimoutiers (Orne) et mort le 8 avril 1975 dans le 16e arrondissement de Paris, est un homme d'État français qui est président du Conseil sous la IVe République.

## Biographie
Industriel, Joseph Laniel est député du Calvados de 1932 à 1958, succédant à son père, Henri Laniel, député de 1896 à 1932. Il est sous-secrétaire d'État aux Finances dans le gouvernement Paul Reynaud en 1940.
Il vote les pleins pouvoirs à Pétain en juillet 1940. Cependant, il devient ensuite résistant et participe à la fondation du Conseil national de la Résistance (CNR). Le 26 août 1944, il est aux côtés de De Gaulle et de Georges Bidault lors du défilé sur les Champs-Élysées. Le CNR le délègue pour siéger à l'Assemblée consultative provisoire (novembre 1944-août 1945). Il fonde en 1945 le Parti républicain de la liberté (PRL) qui fusionne avec les Indépendants. En 1947, il est le vice-président de la Commission parlementaire chargée d'enquêter sur les évènements survenus en France de 1933 à 1945.
Après la Libération de la France, il occupe les fonctions ministérielles suivantes :
- Secrétaire d'État aux Finances et aux Affaires économiques du gouvernement André Marie (du 26 juillet au 5 septembre 1948)
- Ministre des PTT du gouvernement René Pleven (2) (du 11 août au 4 octobre 1951)
- Ministre d'État du gouvernement René Pleven (2) (du 4 octobre 1951 au 20 janvier 1952)
- Ministre d'État du gouvernement Edgar Faure (1) (du 20 janvier au 8 mars 1952)

Il exerce ensuite les fonctions de président du Conseil des ministres dans deux gouvernements successifs :
- du 27 juin 1953 au 16 janvier 1954 (voir gouvernement Joseph Laniel (1)) ;
- du 16 janvier 1954 au 17 juin 1954 (voir gouvernement Joseph Laniel (2)), se succédant à lui-même et étant à son tour remplacé par Pierre Mendès France comme président du Conseil.

Son gouvernement est confronté à une agitation sociale, à la profonde division de l'opinion face à la CED et à l'aggravation du conflit indochinois. Si sa politique de rigueur budgétaire permet de contenir l'inflation, la croissance ralentit et le chômage fait son retour. En juillet 1953, il obtient pour trois mois l’habilitation à légiférer par décrets-lois en matière économique et sociale. Il se trouve autorisé à modifier les conditions d’avancement et de départ à la retraite des fonctionnaires et personnels des services publics. Il est ainsi question de reculer de deux ans l'âge de départ à la retraite et de licencier du personnel auxiliaire. Mais un mouvement de grève, suivi par la CGT, FO et la CFTC, de trois semaines l'oblige à reculer. Il tente cependant de casser la grève en mobilisant des militaires et des détenus pour reprendre, fait émettre des dizaines de milliers d’ordres individuels de reprise du travail qui ne seront que très peu suivis, et des dirigeants de la CGT sont arrêtés.
Au terme de son premier mandat, il est candidat à la présidence de la République jusqu'au 11e tour, arrive en tête du 5e au 11e tour, mais se retire devant son insuccès.
Le désastre militaire de Điện Biên Phủ provoque la chute de son gouvernement.
Il a longtemps été raillé par le Canard enchaîné, qui le représentait sous la forme d'une vache ("corned Laniel") pour évoquer ce que certains estimaient son obstination obtuse. Son caractère et la nature autoritaire de sa politique conduisent ses contemporains à le juger sévèrement ; l'écrivain François Mauriac dénonce « une dictature à tête de bœuf », tandis que le président Vincent Auriol note dans son journal privé : « Laniel est-il inintelligent ou hypocrite ? Ou trop habile ? Je crois plutôt au premier cas ! ».
Dans la pratique, nombreux sont les observateurs à citer les deux gouvernements de Joseph Laniel comme n'en constituant qu'un seul, mais il est de fait que le 16 janvier 1954, comme il est d'usage après l'élection d'un nouveau président de la République, Joseph Laniel a remis la démission de son gouvernement à René Coty qui venait de succéder à Vincent Auriol. Le nouveau président de la République reconduisit aussitôt Joseph Laniel et l'ensemble du gouvernement dans leurs fonctions, mais, formellement, il y eut bien deux gouvernements successifs.

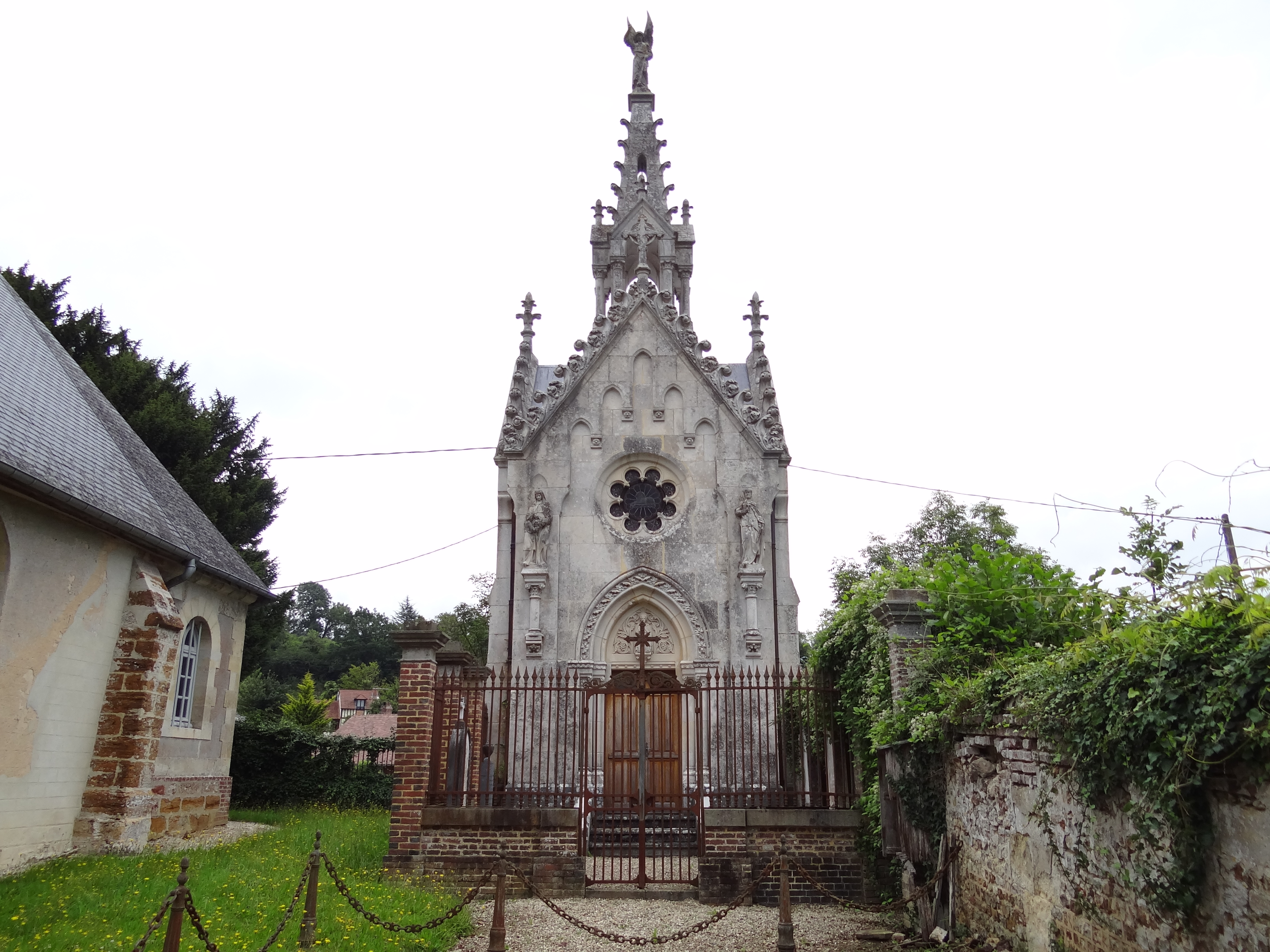
La chapelle de la famille Laniel au cimetière de Lisores (Calvados).

Il repose dans la chapelle familiale du cimetière de Lisores dans le Calvados, aux côtés de son père, Henri Laniel, député du Calvados, sous la Troisième République.

## Publications
- Le Drame indochinois, Paris, Plon, 1957.
- Jours de gloire et jours cruels, Paris, Presses de la Cité, 1971

## Distinctions
- Officier de la Légion d'honneur (14 juin 1951)[5]
- Croix de guerre 1914–1918 (3 citations)

- Médaille de la Résistance française avec rosette (25 avril 1946)[6]